# ماريو ريفيرا
ماريو ريفيرا (26 أكتوبر 1982 - ) هو لاعب كرة طائرة كوبا. شارك في الكرة الطائرة في الألعاب الأولمبية الصيفية 2016.

## وصلات خارجية
- ماريو ريفيرا على موقع أوليمبيديا (الإنجليزية)